# Via Massena
Via Massena è una sitcom italiana andata in onda a partire dal 2010 su Deejay TV. La fiction è ambientata nel dietro le quinte della stazione radiofonica Radio Deejay. La serie ha debuttato l'8 febbraio 2010 alle 23:30 ed è andata in onda dal lunedì al venerdì. La seconda stagione della serie invece, iniziata il 3 ottobre 2011 con il nome Via Massena 2 è stata collocata alle 20:15, e va sempre in onda dal lunedì al venerdì.
Protagonisti della serie sono Federico Russo e Vic, veri conduttori dell'emittente, che vengono di volta in volta affiancati da altri personaggi di Radio Deejay come Platinette, Digei Angelo, Roberto Ferrari, Paolo Noise, Fabio Alisei, Sarah Jane Ranieri o da altri attori come Brenda Lodigiani e Renata Malinconico, Gianni Cinelli, Alessio Parenti, Vincent Bendom e Orsetta Borghero. Il nome della sitcom corrisponde all'indirizzo in cui sono ubicati gli uffici di Radio Deejay, set della serie.
Nella terza stagione di Via Massena, in onda nel 2012, vediamo l'assenza di Pollo (Alessio Parenti), e l'entrata di Cate (Renata Malinconico). Inoltre la nuova stagione vede la presenza di maggior numero di speaker di Radio Deejay.